# Filippo Mazzei
Filippo Mazzei, aussi appelé Philip Mazzei (25 décembre 1730, Poggio a Caiano, Toscane - 19 mars 1816, Pise) est un  médecin, philosophe, penseur et savant italien, engagé auprès des Insurgents lors de la guerre d'indépendance des États-Unis. 
Ami de Thomas Jefferson, il est l'un des agents de la Virginie chargé de pourvoir les troupes en armes durant la guerre d'indépendance des États-Unis. 

## Biographie
Aventurier et écrivain politique né à Poggio a Caiano en 1730. Après ses études de médecine à l'université de Florence, Filippo Mazzei exerce en Italie et au Moyen-Orient avant de gagner Londres en 1755 pour embrasser la carrière commerçante dans l'importation. Durant son séjour londonien, il fait la connaissance de John Adams et de  Benjamin Franklin. À la suggestion de ce dernier, il s'installe en Virginie en 1773, obtenant une concession agricole. Convaincu de son indépendance avant même que n'éclate la révolution dans les colonies américaines, il est envoyé en 1779 en Europe par les insurgés pour une mission diplomatique, qu'il ne peut mener à bien car, capturé par un corsaire anglais, il est contraint de détruire ses lettres de créance. Après s'être arrêté en Toscane et en France, il revient en Virginie en 1783 ; passé définitivement en Europe en 1785, il est agent du roi de Pologne à Paris de 1788 à 1791 et, au début de la Révolution, il est proche des éléments modérés et fait partie, avec Mirabeau, La Fayette, Condorcet et d'autres, des fondateurs du Club de 1789 ; il vit ensuite à Varsovie (1791-1792) et enfin à Pise où il décède le 19 mars 1816 à l'âge de 85 ans.
Un an après la publication de l'édition de 1787 des Lettres d'un cultivateur américain de Crèvecoeur, il fait paraître en France ses Recherches Historiques et Politiques sur les États-Unis de l'Amérique Septentrionale, par un citoyen de Virginie, en réaction contre le mirage américain. Il y dresse un tableau des États-Unis.